# Aérodrome de Gaillac - Lisle-sur-Tarn
L’aérodrome de Gaillac - Lisle-sur-Tarn (code OACI : LFDG) est un aérodrome ouvert à la circulation aérienne publique (CAP), situé à 2,5 km au sud-ouest de Gaillac dans le Tarn (région Midi-Pyrénées, France).
Il est utilisé pour la pratique d’activités de loisirs et de tourisme (aviation légère et aéromodélisme).

## Installations
L’aérodrome dispose d’une piste en herbe orientée est-ouest (07/25), longue de 1 140 mètres et large de 60.
L’aérodrome n’est pas contrôlé. Les communications s’effectuent en auto-information sur la fréquence de 119,950 MHz.
S’y ajoutent :
- une aire de stationnement ;
- des hangars ;
- une station d’avitaillement en carburant (100LL) et en lubrifiant ;
- un restaurant[3].

## Activités
- Aéroclub du Gaillacois
- Mini ailes Blagnacaises